# Yacopí
Yacopí – miasto w Kolumbii, w departamencie Cundinamarca.